# 文室笠科
文室 笠科（ふんや の かさしな）は、平安時代初期から前期にかけての貴族。中納言・直世王の子とする系図がある。官位は従五位上・丹後守。

## 経歴
承和3年（836年）従五位下に叙爵し、承和6年（839年）土佐守に任ぜられる。
嘉祥3年（850年）文徳天皇の即位後に勘解由次官に任ぜられると、仁寿2年（852年）中務少輔、仁寿3年（853年）従五位上・宮内大輔に叙任されるなど、文徳朝前半は京官を歴任する。仁寿4年（854年）武蔵守に任ぜられ地方官に転じる。
清和朝の貞観2年（860年）刑部大輔として京官に復すが、翌貞観3年（861年）正月には早くも丹後守に遷り、三度地方官を務めた。

## 官歴
『六国史』による。
- 時期不詳：正六位上
- 承和3年（836年） 正月7日：従五位下
- 承和6年（839年） 2月18日：土佐守
- 嘉祥3年（850年） 3月22日：山作司（仁明上皇崩御）。10月1日：勘解由次官
- 仁寿2年（852年） 2月28日：中務少輔
- 仁寿3年（853年） 正月7日：従五位上。7月21日：宮内大輔
- 仁寿4年（854年） 正月16日：武蔵守
- 貞観2年（860年） 6月5日：刑部大輔
- 貞観3年（861年） 正月13日：丹後守